# Energiekrise
Als Energiekrise wird eine Wirtschaftskrise bezeichnet, in welcher Energieträger knapp werden und/oder die Energiepreise weit über das allgemeine Inflationsniveau steigen.

## Allgemeines
Energiekrisen bedeuten eine Einschränkung der allgemein gewährleisteten Energiesicherheit. Die Energiekrise beschreibt einen Versorgungsengpass im Wesentlichen in energieintensiv produzierenden oder energieträgerarmen Staaten, der gegenwärtig ausschließlich fossile Energie betrifft. Die Knappheit bezieht sich bei fossilen Energieträgern derzeit ausschließlich auf eine künstliche Knappheit, weil die Reichweite der klassischen Energieträger noch keine natürliche Knappheit aufweist. Statische Reichweite und potenzielle Knappheit spielen eine zentrale Rolle, so dass bei großen Reichweiten keine natürliche Knappheit vorliegen kann. Energiekrisen bedürfen eines Krisenmanagements, das vor allem darauf abzielt, kurzfristig durch Energiesparen oder langfristig durch Substitution fossiler Energieträger durch erneuerbare Energien den Energiemix in einem Staat zu verbessern.
Wie sich aus § 1 Abs. 1 ENSIG ableiten lässt, versteht der deutsche Gesetzgeber unter Energiekrise, „dass die Energieversorgung unmittelbar gefährdet oder gestört und die Gefährdung oder Störung der Energieversorgung durch marktgerechte Maßnahmen nicht, nicht rechtzeitig oder nur mit unverhältnismäßigen Mitteln zu beheben ist“. Eine Energiekrise ist rechtlich mithin als Gefährdung oder Störung der Energieversorgung anzusehen, die auf dem Energiemarkt nicht durch marktwirtschaftliche Maßnahmen beseitigt werden kann.

## Geschichte

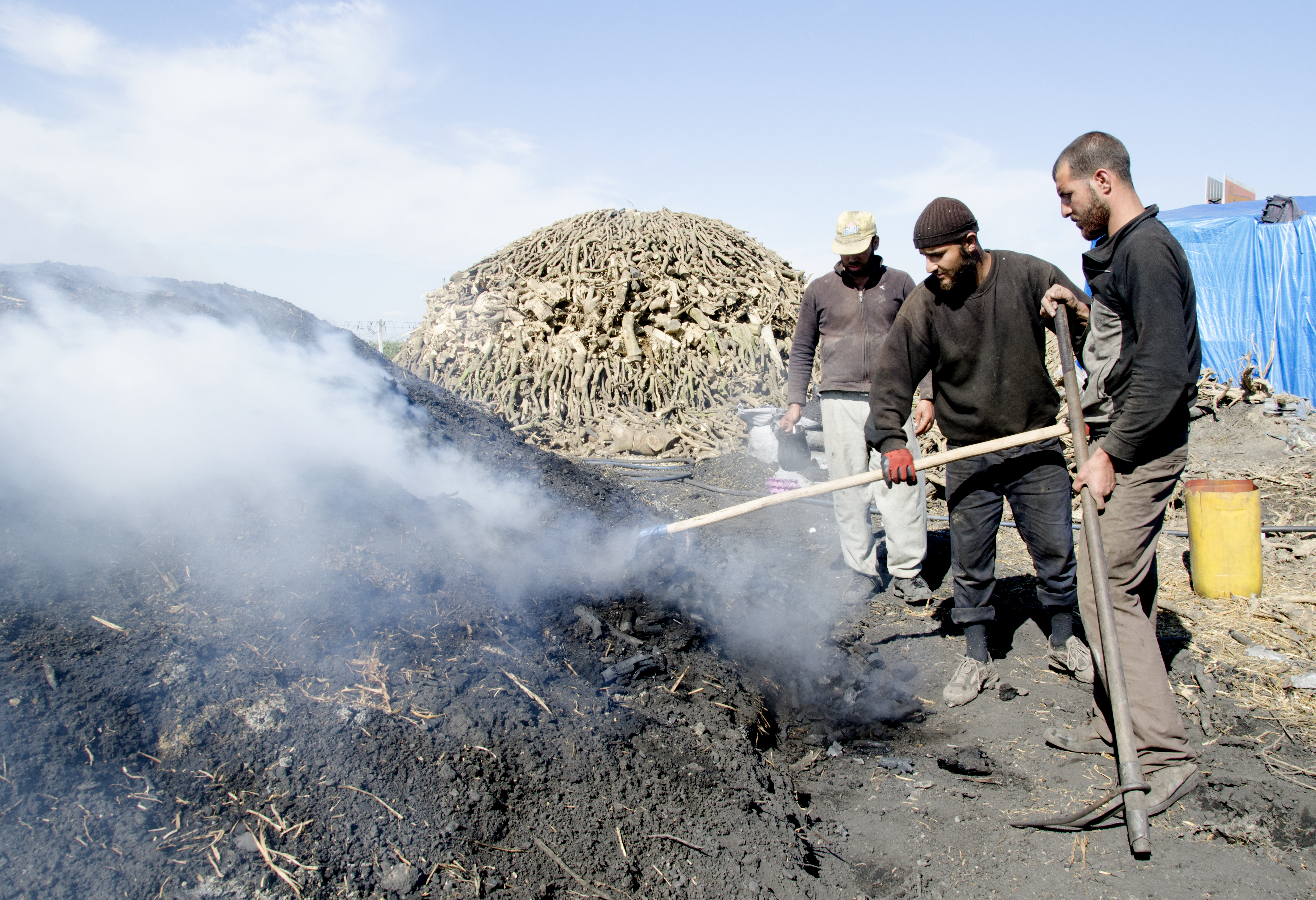
Holzkohlegewinnung, Türkei 2015

### Vorindustrielle Energiekrisen
Bereits im Mittelalter, als Holz der einzige Rohstoff für die Energiegewinnung darstellte, kam es zu regionalen Energiekrisen in Form einer Holznot, die zu einem Raubbau in Wäldern führten. Insbesondere verbrauchten der Bergbau und die Hüttenindustrie viel Brennholz und Bauholz. Die lokale Übernutzung der Wälder war so tiefgreifend, dass Erze in Deutschland zur Verarbeitung ins Harzvorland transportiert werden mussten, weil dort Holz noch in ausreichender Menge vorhanden war. Untersuchungen im Harz zeigten, dass der dort im Mittelalter vorhandene Ahorn-Rotbuchenwald weitgehend vernichtet und durch Fichten ersetzt wurde. Auch in England kam es aus gleichen Gründen zu einer ernsthaften Energiekrise, wo zunehmende Energieintensität zur Umstellung auf Steinkohle führte. Zwar gab es hier Steinkohlebergbau bereits seit 833, der massenhafte Abbau begann jedoch erst im 14. Jahrhundert.
Um 1550 verschlangen in der Oberpfalz rund 200 Betriebe der Metallverarbeitung große Mengen von Holzkohle, denn eine Tonne Eisen erforderte sechs Tonnen Holzkohle. Der Energiekrise wurde 1593 durch das Verbot von Holzzäunen begegnet. In Bologna froren die Menschen im Winter 1587 aus Brennholzmangel.

### Industrialisierung
In England wurde das knapp werdende Brennholz durch Steinkohle ersetzt. Im 18. Jahrhundert forcierte England den Ausbau des Steinkohlenbergbaus. Werner Sombart bezeichnete den Holzmangel als Folge der Entwaldung Englands zu Schiffsbauzwecken im 18. Jahrhundert sogar als Bedrohung für die gesamte kapitalistische Wirtschaftsweise; sie sei durch die Erschließung der Steinkohle beseitigt worden. Dieser Zuspitzung der These von der Holzknappheit zu einer allgemeinen Holzverknappungskrise wurde jedoch von Joachim Radkau widersprochen. Auch in Deutschland gab es im frühindustriellen Zeitalter Phasen und Regionen der Holzknappheit in Hüttenbetrieben, die später durch Beimengung von Koks entschärft wurde. Die Abholzung von Wäldern führte sogar zum Untergang ganzer Völker, wie Jared Diamond in seinem Buch Kollaps: Warum Gesellschaften überleben oder untergehen beschreibt.

### 20. Jahrhundert
Das Wort „Energiekrise“ tauchte erstmals 1970 in der internationalen Presse auf und umfasste eine doppelte Problematik: Einerseits brachte der während dieses Jahrhunderts rasch wachsende Energieverbrauch Erschöpfungserscheinungen bei den wichtigen Energieträgern Erdöl und Erdgas mit sich, die ab 1970 nicht mehr durch eine ihnen entgegenwirkende Kapitalproduktivität aufgefangen werden konnten. Andererseits sah sich das Kapital in den erdölexportierenden Staaten einem wachsenden Druck nach höheren Kapitalrenditen gegenüber, dem es bei der damaligen Marktentwicklung nicht mehr standhalten konnte.
Mit der Energiekrise werden insbesondere die Ölpreiskrisen 1973/1974 und 1979/1980 assoziiert, als die OPEC-Staaten das Erdöl künstlich verknappten, um einen höheren Ölpreis zu erzielen.

Erste Ölpreiskrise
Nach dem Jom-Kippur-Krieg im Oktober 1973 setzten die OPEC-Staaten das Rohöl als politische Waffe gegen diejenigen Staaten ein, die freundschaftliche Beziehungen zu Israel unterhielten. Sie drosselten die Ölproduktion, was bei gegebener Nachfrage zu einer drastischen Erhöhung der Rohölpreise führte. Folge war in den Industriestaaten eine Rezession mit Inflation (ausgelöst durch die Energiepreise als Werttreiber), Arbeitslosigkeit und Rückgang der Konsumnachfrage.
In der Bundesrepublik Deutschland wurde als direkte Reaktion auf diese Krise im November 1973 ein Energiesicherungsgesetz erlassen, auf dessen Grundlage an vier autofreien Sonntagen, beginnend mit dem 25. November 1973, ein allgemeines Fahrverbot verhängt sowie für sechs Monate generelle Geschwindigkeitsbegrenzungen (100 km/h auf Autobahnen, ansonsten 80 km/h) eingeführt wurden.
Zweite Ölpreiskrise
Nach einem Rückgang der Ölpreise im Jahre 1975 normalisierte sich der Energiemarkt. Die zweite Ölpreiskrise wurde insbesondere ausgelöst durch die Verunsicherung nach der Islamischen Revolution im Iran und dem folgenden Angriff des Iraks im September 1980 auf den Iran (Erster Golfkrieg). Der damalige Preisanstieg fand bei ca. 38 US-Dollar/Barrel sein Maximum. Ende der 1980er Jahre fiel der Ölpreis wieder auf unter 20 US-Dollar/Barrel.
Die Ölkrisen führten zu einer Neuorientierung der Energiepolitik. Die westlichen Industriestaaten beschlossen eine verstärkte Vorratshaltung von Erdöl und Erdgas, den Ausbau der Kernenergie und die Erschließung alternativer Energiequellen. Die Ölkrisen waren ein wesentlicher Auslöser der Dänischen Wärmewende, welche die Ölabhängigkeit der dänischen Wirtschaft deutlich reduzierte. In Deutschland löste die Ölkrise den Bau der Kernkraftwerke aus.

### 21. Jahrhundert

#### Kalifornische Elektrizitätskrise
Ab Juni 2000 kam es wegen der Deregulierung der Energiewirtschaft in Kalifornien zu flächendeckenden Blackouts, die als Kalifornische Elektrizitätskrise bekannt geworden sind. Erst ein Jahr später, im Juni 2001, normalisierte sich die Lage auf dem kalifornischen Strommarkt.

#### Stromkrise in Japan nach Fukushima
Nach der Nuklearkatastrophe von Fukushima wurden in Japan vorübergehend fast sämtliche Kernkraftwerke stillgelegt. Die Strompreise stiegen in der Folge deutlich, in bestimmten Netzbereichen kam es zu rolling blackouts. Japan begegnete dem Mangel mit dem Wechsel auf fossile Kraftwerke, Wiederanfahren einiger Kernreaktoren und einem starken Ausbau der Photovoltaik.

#### Weltweite Energiekrise ab 2021

##### 2021 Kohle und Erdgas
Mitte September 2021 kam es in mehreren chinesischen Provinzen zu Versorgungsengpässen mit Strom, weshalb Fabriken vorübergehend stillgelegt wurden und Strom für Privathaushalte rationiert war. Ein Grund dafür war eine steigende globale Kohle-Nachfrage im Zuge der weltweiten Erholung von der Wirtschaftskrise 2020–2021, was zu einer Produktionssteigerung der chinesischen Wirtschaft führte. Diese erhöhte den Energiebedarf, welchen die Kohleverstromung nicht ausreichend decken konnte, da die Kohleförderung gedrosselt worden war und der Preis für Kraftwerkskohle enorm hoch lag. Auch Chinas Bemühungen zum Klimaschutz, welche eine strikt vorgegebene Senkung von Treibhausgasemissionen vorsehen, veranlassten einige Lokalregierungen dazu, Strom zu rationieren, um Emissionen zu senken. China hatte im Oktober 2020 den Import australischer Kohle beendet, nachdem die damalige australische Regierung eine unabhängige Untersuchung der Ursprünge der COVID-19-Pandemie gefordert hatte. Im Juli und August 2022 kam es erneut zu Einschränkungen bei der Stromversorgung in einzelnen chinesischen Provinzen, nachdem eine Hitzewelle die Nachfrage steigerte während durch sinkende Pegelstände die Erzeugung von Wasserkraft nachließ.
Im Herbst 2021 vervielfachten sich auch in Europa die Energiepreise, nachdem die Nachfrage am Ende der COVID-19-Krise stark gestiegen war. Die erhöhten Bezugskosten für Erdgas am Spotmarkt führten bereits 2021 zu Insolvenz und Lieferstopps kleinerer Gasanbieter in Deutschland.

##### 2022 Russischer Überfall auf die Ukraine und Erdgas

Börsenstrompreise 2011–2022 in Deutschland

Der russische Überfall auf die Ukraine hat seit Februar 2022 zu Sanktionen der EU-Mitgliedstaaten und weiterer westlicher Industriestaaten gegen Russland geführt. Als Gegenmaßnahme zu den Sanktionen hat Russland die hohen Abhängigkeiten der Sanktionsstaaten von russischem Erdgas dazu genutzt, einen teilweisen Lieferstopp dieser Energieträger zu verhängen. Dazu gehörten Polen, Finnland, Bulgarien und die Niederlande. Am 14. Juni 2022 wurde auch die Belieferung von Deutschland durch Nord Stream 1 auf 40 % der maximalen Durchflussmenge heruntergesetzt, im Juli auf 20 %. Die Verknappung des Angebots an Gas hat Lieferengpässe und drastische Preissteigerungen auf dem Energiemarkt ausgelöst.
Im Juli 2022 beantragte Uniper, der größte Gasimporteur Deutschlands, staatliche Unterstützung, um den Liquiditätsbedarf zu decken. Neben den Gaspreisen vervielfachten sich auch die Preise am europäischen Strommarkt. Neben den hohen Brennstoffpreisen kamen hier technische Probleme französischer Kernkraftwerke durch Korrosion und Hitze, sowie anhaltender Niederschlagsmangel und entsprechend verringerte Stromerzeugung durch Wasserkraft zum Tragen. Die Großhandelsstrompreise in Deutschland stiegen von durchschnittlich EUR 82,70 je MWh im August 2021 auf EUR 363,49 je MWh im August 2022. Die großen Ankäufe von Flüssiggas auf dem Weltmarkt durch die EU mit dem Ziel, russisches Gas zu ersetzen, führten weltweit zu Verwerfungen. In Australien setzte der nationale Netzbetreiber im Juni 2022 vorübergehend den Börsenstrommarkt aus, nachdem in Folge steigender Brennstoffkosten und Wartungsarbeiten an einer Reihe von Kraftwerken das Angebot drohte, den Bedarf nicht mehr zu decken.
Der Preis für eine Tonne zur Verstromung geeigneter australischer Kohle lag im Juli 2022 fast neunmal so hoch wie im Juli 2020.
In Frankreichs Atomkraftwerken wurden 2022 vermehrt Abschaltungen, Inspektionen und Reparaturen durchgeführt, weil in sicherheitsrelevanten Rohrleitungen in mehreren Reaktoren Risse vorlagen. Dies wirkte sich negativ auf die Stromproduktion aus.

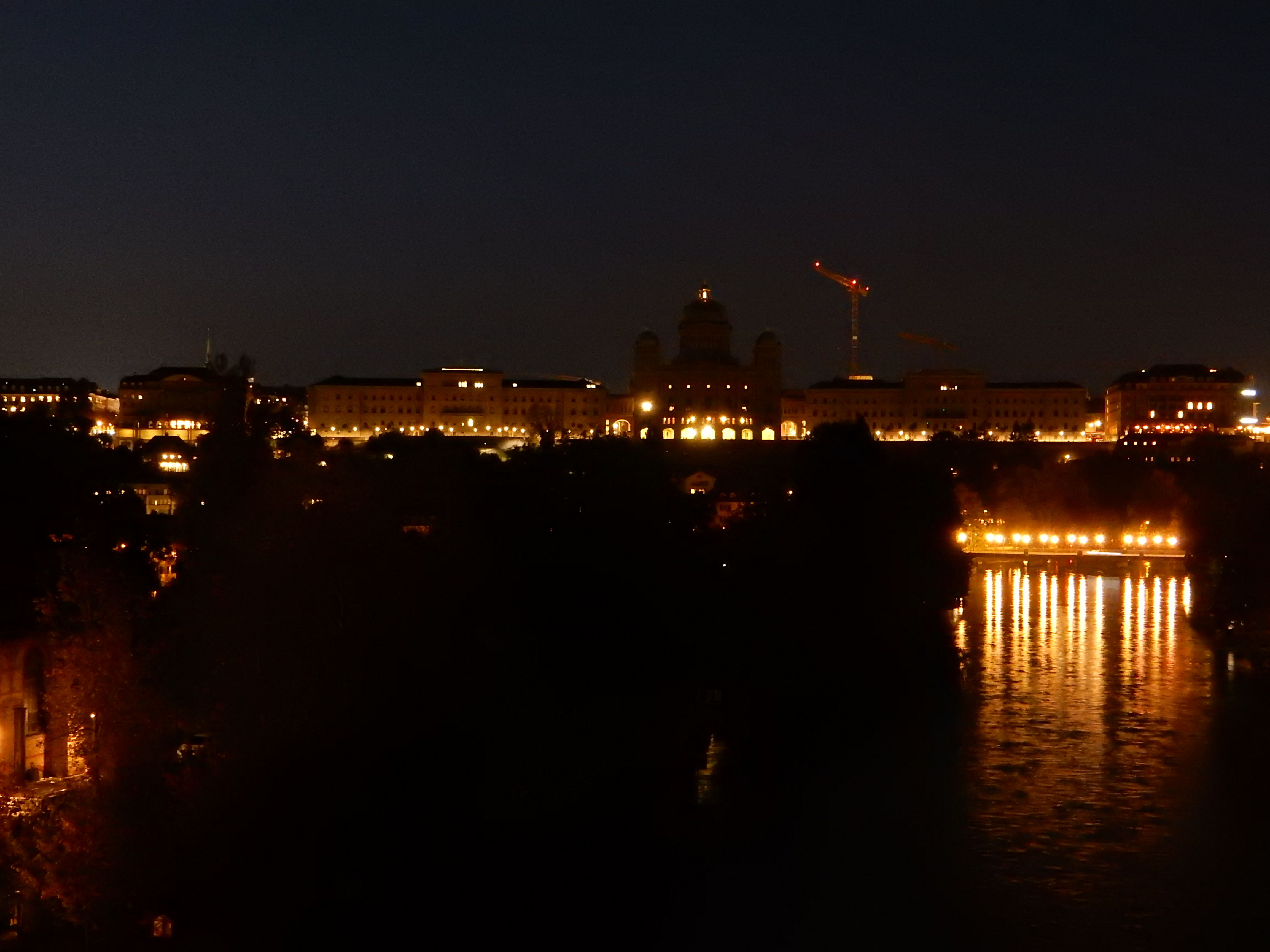
Beim Schweizer Parlaments- und Regierungsgebäude, dem Bundeshaus, wurde die Außenbeleuchtung abgestellt, um Strom zu sparen.

In Reaktion auf die stark gestiegenen Energiepreise deckelten zahlreiche Staaten den Verbraucherpreis für Energie, darunter Deutschland und Australien. Im Dezember 2022 sanken die Erdgas-Preise angesichts neuer Lieferquellen und des milden Winters erstmals wieder unter das Niveau direkt vor Kriegsbeginn. In Deutschland kam es 2023 zu einer Verringerung des Bruttosozialprodukts um 0,3 Prozent, vor allem im Zusammenhang mit einer verringerten Nachfrage im Inland. Medien stellten diese wirtschaftliche Entwicklung in einen Zusammenhang mit Sanktionen gegen Russland, hohen Energie-Preisen und der Diskussion um einen Umbau der Wirtschaft angesichts der Klimakrise.

##### Schweiz
In der Schweiz wurden für den Winter 2022/2023 Massnahmen gegen eine Unterversorgung mit Strom getroffen, da Importe aus Deutschland und Frankreich hätten fehlen können. Im September 2022 entsprach der Bundesrat einem Gesuch der Axpo Holding um temporäre Liquiditätsunterstützung. Ende September 2022 beschloss der Bundesrat die Stromproduktion in der Schweiz durch die Reduzierung der Restwassermenge bei bestimmten Wasserkraftwerken zu erhöhen. Diese Massnahme galt von Anfang Oktober 2022 und wurde vorzeitig per Ende März 2023 beendet. Per 3. Oktober wurden die Pflichtlager für Mineralölprodukte freigegeben. Den Besitzern von Kombikraftwerken wurde im September empfohlen, Erdöl statt Erdgas zu verwenden. Zudem liess der Bund von und bei der Firma GE Gas Power ein Notkraftwerk in Birr erstellen mit einer Leistung von 250 Megawatt. Einige Gemeinden und viele Private verzichteten in diesem Jahr auf eine Weihnachtsbeleuchtung. Per 1. Januar 2023 wurden die Strompreise in der Schweiz um durchschnittlich 27 % angehoben. Am größten war der Aufschlag in kleineren Gemeinden, in welchen der Strom immer kurzfristig eingekauft worden war. Einen Rekordanstieg von 284 % auf 58,11 Rappen pro kWh verzeichnete die Gemeinde Oberlunkhofen im Kanton Aargau, den teuersten Strom mit einem Aufschlag von 177 % bezahlten die Bezüger im Dorf Richigen in der Gemeinde Worb im Kanton Bern mit 70,78 Rappen pro kWh. Den günstigsten Strompreis behielt Gondo mit 8,49 Rappen pro kWh. Prozentual noch mehr als die Strompreise stiegen teils die Einspeisevergütungen für private Solaranlagen wie in Horgen. In Verteilgebiet der Berner Kraftwerke oder auch in der Stadt Zürich hingegen stieg der Energiebezugspreis für alle fast gar nicht, wer nicht das billigste Produkt einkaufte, für den wurde der Strombezugspreis teils gar gesenkt, so sank in der Stadt Winterthur der Preis für den besonders ökologischen Strom um 6 Prozent. Hingegen hat sich der Preis für Holzpellets mehr als verdoppelt.
Strommangellage wurde in der Schweiz zum Wort des Jahres 2022 gewählt. Unter anderem wegen des ausserordentlich milden Winters 2023/2024, den vielen Niederschlägen und nicht zuletzt wegen dem anhaltenden Zubau von Solaranlagen, konnte die Schweiz im vergangenen Winter sogar Strom exportieren und war wie auch im Winter 2022/2023 nicht von einer Strommangellage betroffen.

## Theorien
Joseph Tainter zufolge sinken – bedingt durch den Aufbau gesellschaftlicher Komplexität mit ihren hohen Kosten – die Grenzerträge der Investitionen in die Zukunft der Gesellschaft, darunter die Investitionen in die Erschließung von Energie, solange, bis die Gesellschaft kollabiert, ihre Komplexität reduziert oder neue Energieträger bzw. effizientere Formen des Umgangs mit Energie findet.
Jeremy Rifkin betont den notwendigen Gleichklang des Ausbaus von gesellschaftlichen Kommunikations- und Steuerungsmitteln, Energiequellen und Transportmitteln (nicht zuletzt zum Transport der Energie selbst) auf jeder neuen Stufe wirtschaftlicher Entwicklung. Ein solcher Gleichklang sei z. B. durch die Parallelität der Entwicklung von Telegrafie, Kohlebergbau und Eisenbahn im England des frühen 19. Jahrhunderts gegeben gewesen. Träten Engpässe bei einem dieser Faktoren auf, stocke die ökonomische Entwicklung. Um die mit hohen Investitionen geförderte Energiewende effizient durchzuführen, müssten intelligente Netzstrukturen geschaffen werden. Diesbezüglich konstatiert Rifkin einen Nachholbedarf für Deutschland.

## Wirtschaftliche Aspekte
Die Energiesicherheit ist für die gesamtwirtschaftliche Entwicklung eines Staates von existenzieller Bedeutung und bildet dem Bundesverfassungsgericht zufolge die Grundvoraussetzung für ein funktionierendes Gemeinwesen. Sie wird gefährdet durch Energiekrisen, die sich aus Monostrukturen (hohe Abhängigkeit der Energieimporte aus häufig politisch instabilen Regionen) ergibt. Dabei kann die Energiesicherheit mit der geopolitischen Lage negativ korrelieren.
Die Stromversorgung gehört zu den kritischen Infrastrukturen einer Volkswirtschaft. Sie kann auch durch Sabotage und Kriegshandlungen gefährdet werden. Ein Beispiel dafür ist der Hackerangriff auf die Ukrainische Stromversorgung 2015. Eine literarische Schilderung eines solchen Szenarios gibt der Roman „Blackout – Morgen ist es zu spät“ von Marc Elsberg aus dem Jahre 2012.
Ökonomisch betrachtet liegt eine Energiekrise vor, wenn die Energiepreise in einem Maße steigen, das dies eine disruptive Veränderung von Verbrauchsverhalten und Industrieproduktion zur Folge hat. Im Worst Case gibt es Stilllegungen von Betrieben und Infrastrukturen. Da die Energiekosten einen wesentlichen Bestandteil des Warenkorbes darstellen, sind steigende Energiepreise eine Inflationsursache (englisch cost push inflation). Teilweise reagieren Preise nicht auf eine (plötzliche) Knappheit. So stehen in der Stromversorgung die Absatzpreise relativ langfristig fest, das Angebot kann aber sehr kurzfristig schwanken. Dadurch kann es zu physischer Knappheit kommen und damit zu Netzstörungen und Stromausfall, denen nur unzureichend (etwa durch Notstromaggregate) begegnet werden kann.
Energiekrisen können durch kurzfristig oder langfristig wirkende Maßnahmen gemildert oder verhindert werden. Kurzfristig kann Energiesparen durch Senkung des Energieverbrauchs (bis hin zum Sonntagsfahrverbot) – allerdings begrenzt – oder durch Rationierung erreicht werden. Die natürliche Knappheit für fossile Energien wird durch ihre Reichweite bestimmt und wird erst auf lange Frist Energiekrisen verursachen. Der Krieg in der Ukraine ab 2022 hat gezeigt, dass mittelfristig Monostrukturen (wie die Importlastigkeit von Erdgas und Erdöl in westlichen Industriestaaten) abgebaut werden müssen und die erneuerbaren Energien – die einen sehr hohen Selbstversorgungsgrad aufweisen – zu stärken sind, so dass der Energiemix verbessert wird.
Auch erneuerbare Energien (Bioenergie, Sonnenenergie, Wasserenergie, Windenergie) als Substitutionsgut für fossile Energien sind ohne vorhandene Speicherlösungen krisenanfällig. Hauptgrund ist, dass sie nicht konstant erzeugt werden können, weil Biomasse nicht überall dort zur Verfügung steht, wo sie als Bioenergie verbraucht wird, die Sonne oft nicht scheint (nachts nie), Wind nicht immer vorhanden ist (Windstille) und Wasser durch Regenmangel oder Desertifikation nicht oder nicht ausreichend zur Verfügung steht. Die regenerativen Energien weisen deshalb eine teilweise volatile Erzeugungsform auf, die von meteorologischen und witterungsbedingten Einflüssen abhängt.
Vor dem Hintergrund ökologischer und sozialer Belastungen empfiehlt das Konzeptwerk Neue Ökonomie, die Preisdeckelung für Energiegrundbedarfe pro Haushalt und eine darüber progressiv steigende Bepreisung.